# 甕津戰役
甕津戰役，是朝鮮戰爭開始後，朝鮮人民軍越過38線全面南侵而發起的戰役，結果是甕津半島落入人民軍手中，亦標誌著朝鮮戰爭爆發。

## 區域特點
甕津半島位於38線西端。三面環海，而且是唯一一條被38線封鎖的陸路。半島中心的多座戰略山區可以很容易地觀察到整個甕津半島。甕津戰役爆發前，在1949年兩軍已經在這些山區附近爆發3次衝突。
朝鮮人民軍已經在附近建立補給基地，補給可通過鐵路運輸。另一方面，大韓民國國軍獲得位於半島東南部的釜浦港口支持。由於潮線之間的範圍很廣，大型船隻只能夠過去靠在釜浦港口每天兩次。

## 背景
1950年6月20日，韓國第2步兵師17團開始在38線看到北方可疑的不尋常舉動。該團發現很多人民軍高級官員在山上的基地，但沒有被北方平民看見。當第17團接到取消戒備的命令，白仁燁團長無視命令，下令第17團保持高度戒備，應付任何可能來自朝鮮人民軍的攻擊。最終，白仁燁下令除了前線之外降低戒備，當聯合國人員參觀了第17團團部，他們要求白仁燁取消戒備，說這樣是防止這地方發生非常問題，然而，白仁燁在戰爭爆發前一天命令所有部隊駐紮在他們的防守位置，給第17團一個幸運的戰鬥準備姿態，應付即將到來的攻擊。

## 雙方戰鬥準備

### 朝鮮人民軍
朝鮮人民軍的主要目標可能是盡快佔領康翎郡。第3警備旅在西部準備，第14團和第203裝甲團的任務是佔領康翎郡。

### 大韓民國國軍
甕津半島是一個孤立的區域，唯一可以進入三八線以北領土的地方。因此，第17團必須以有限兵力防守45公里路。第1營防守西部，第3營防守東部，而第2營駐紮在後方當預備隊。該團集中兵力在康翎郡，由第3營掩護，因為康翎郡是人民軍最可能的主要目標。如果康翎郡被佔領，該團將隨著撤退路徑失去一半戰鬥力。

## 戰鬥經過
1950年6月25日清晨4:00，一枚紅色的信號彈射上空中，朝鮮人民軍開始砲擊韓國國軍的防線30分鐘。砲擊過後，一營人民軍士兵衝向韓國國軍第1營，只有兩個連的第1營跟朝鮮士兵展開肉搏戰，不過因為人民軍增援而被迫撤退。
有線和無線電通信均受破壞，第1營營長金喜泰少校從撤退部隊了解到情況。他派出一個後備隊前去支援，但是這個努力失敗了。金少校後來死於朝鮮人民軍的砲擊。
與此同時，人民軍第14團持續砲擊大韓民國國軍第3營直到清晨5:30。然而韓國國軍直到2小時後才被允許以砲火還擊，因為美軍顧問們已經完全控制了營裡面的105毫米火砲。
當朝鮮人民軍以坦克和裝甲車一併衝過韓方防線，韓國國軍使用M18無後座力炮防守。亦無法擊毀任何坦克。韓軍第3營撤退，並在馳馬山和石溪里設立新的防線，但左翼容易被來自康翎和養源的人民軍攻擊，然而，白仁燁上校下令第2營協助第1營保持左翼防線以免遭受人民軍攻擊。
韓國軍第2營伏擊並殲滅人民軍1個營之後掩護左翼反擊，該營隨後接到撤退命令，但拒絕和死守防線，直到該營獲悉該團已撤回康翎。營長宋虎林少校帶領第1營和第2營到佛堂山，當部隊到達佛堂山，人民軍已經佔領養源和康翎。宋虎林營長放棄轉移到木浦港口的計劃，轉進到沙角洞並從那裡撤退。
從康翎撤退後，第3營設置最後防線，工兵炸毀橋樑制止人民軍。然而，人民軍並沒有追擊韓國軍。據後來了解，人民軍第14團轉移到第3警備旅佔領康翎的行動後，到不同的地區參與更大的戰鬥。
美軍坦克登陸艦LST-801在23:30來到釜浦港口，接走第3營大多數士兵，除了一座M101榴彈砲之外，重裝備和補給不是被燒毀就是扔進大海。
白仁燁上校下令LST-801開船。他仍然與第7砲兵營一起，跟白仁燁上校一起共事的第7砲兵營營長朴連鎬少校和其他軍官直到最後一輪砲擊。他們坐小木船成功逃離該區。

## 結果
大約90%的大韓民國部隊和裝備由甕津半島撤回本土。第17團轉移到大田恢復所有損失，之後返回烏山前線並加入後來的戰鬥，包括仁川戰役。